# Invader Invader
Singles de Kyary Pamyu Pamyu
Ninja Re Bang Bang
(20 mars 2013) Mottai Night Land
(6 nov. 2013)
Invader Invader (インベーダーインベーダー) est le sixième single physique de la chanteuse japonaise Kyary Pamyu Pamyu.

## Présentation
Il a été publié le 15 mai 2013 sur le label Unborde de Warner Music Group, en deux éditions, une régulière et une limitée ; la couverture du single en édition limitée montre Kyary portant la "Fée Kyary" sur son index, tandis que celle en édition régulière montre elle seule en multiclonage aux cheveux quasiment multicolores. Le single est écrit, composé et produit par Yasutaka Nakata. Il atteint la 6e place du classement des ventes de l'oricon, et reste classé pendant huit semaines.
La chanson-titre est utilisée pour les publicités de g.u. (ジーユー), une marque de vêtement japonaise. Elle évoque aussi le thème des "vêtements d'un autre monde", avec des costumes conçus par Kumiko Iijima. Elle figurera sur l'album Nanda Collection qui sort le mois suivant.
La deuxième chanson, Point of View, sert de générique à une émission de Fuji TV. Le single contient un troisième titre, une version remixée de la chanson du troisième single physique de la chanteuse, Fashion Monster.

## Liste des titres
Toutes les chansons sont écrites et composées par Yasutaka Nakata.
| 1.    | Invader Invader (インベーダーインベーダー)                  | 4:11 |
| 2.    | Point of View (Point of view)                               | 3:35 |
| 3.    | Fashion Monster -extended mix- (ファッションモンスター ...) | 4:55 |
| 12:41 |                                                             |      |